# 31. ceremonia wręczenia nagród David di Donatello
31. ceremonia wręczenia włoskich nagród filmowych David di Donatello odbyła się 3 czerwca 1986 roku w Teatro delle Vittorie w Rzymie.

## Laureaci i nominowani
Laureaci nagród wyróżnieni są wytłuszczeniem.

### Najlepszy film
- Miejmy nadzieję, że to będzie córka (tytuł oryg. Speriamo che sia femmina, reż. Mario Monicelli)
- Ginger i Fred (tytuł oryg. Ginger i Fred, reż. Federico Fellini)
- La messa è finita (reż. Nanni Moretti)

### Najlepszy debiutujący reżyser
- Enrico Montesano – A me mi piace
- Amanzio Todini – I soliti ignoti vent’anni dopo
- Valerio Zecca – Chi mi aiuta?

### Najlepszy reżyser
- Mario Monicelli – Miejmy nadzieję, że to będzie córka (tytuł oryg. Speriamo che sia femmina)
- Federico Fellini – Ginger i Fred (tytuł oryg. Ginger i Fred)
- Nanni Moretti – La messa è finita

### Najlepszy reżyser zagraniczny
- Akira Kurosawa – Ran

### Najlepszy scenariusz
- Leo Benvenuti, Suso Cecchi D’Amico, Piero De Bernardi, Mario Monicelli i Tullio Pinelli – Miejmy nadzieję, że to będzie córka (tytuł oryg. Speriamo che sia femmina)
- Federico Fellini, Tonino Guerra i Tullio Pinelli – Ginger i Fred (tytuł oryg. Ginger i Fred)
- Nanni Moretti i Sandro Petraglia – La messa è finita

### Najlepszy scenariusz zagraniczny
- Bob Gale i Robert Zemeckis – Powrót do przyszłości (tytuł oryg. Back to ther Future)

### Najlepszy producent
- Giovanni Di Clemente – Miejmy nadzieję, że to będzie córka (tytuł oryg. Speriamo che sia femmina)
- Alberto Grimaldi – Ginger i Fred (tytuł oryg. Ginger i Fred)
- Achille Manzotti – La messa è finita

### Najlepsza aktorka
- Ángela Molina – Camorra (tytuł oryg. Un complicato intrigo di donne vicoli i delitti)
- Giulietta Masina – Ginger i Fred (tytuł oryg. Ginger i Fred)
- Liv Ullmann – Miejmy nadzieję, że to będzie córka (tytuł oryg. Speriamo che sia femmina)

### Najlepszy aktor
- Marcello Mastroianni – Ginger i Fred (tytuł oryg. Ginger i Fred)
- Nanni Moretti – La messa è finita
- Francesco Nuti – Tutta colpa del Paradiso

### Najlepsza aktorka drugoplanowa
- Athina Cenci – Miejmy nadzieję, że to będzie córka (tytuł oryg. Speriamo che sia femmina)
- Stefania Sandrelli – Miejmy nadzieję, że to będzie córka (tytuł oryg. Speriamo che sia femmina)
- Isa Danieli – Camorra (tytuł oryg. Un complicato intrigo di donne vicoli i delitti)

### Najlepszy aktor drugoplanowy
- Bernard Blier – Miejmy nadzieję, że to będzie córka (tytuł oryg. Speriamo che sia femmina)
- Ferruccio De Ceresa – La messa è finita
- Franco Fabrizi – Ginger i Fred (tytuł oryg. Ginger i Fred)

### Najlepszy aktor zagraniczny
- William Hurt – Pocałunek kobiety pająka (tytuł oryg. Kiss of the Spider Woman)

### Najlepsza aktorka zagraniczna
- Meryl Streep – Pożegnanie z Afryką (tytuł oryg. Out of Africa)

### Najlepsze zdjęcia
- Giuseppe Lanci – Camorra (tytuł oryg. Un complicato intrigo di donne vicoli i delitti)
- Tonino Delli Colli i Ennio Guarnieri – Ginger i Fred (tytuł oryg. Ginger i Fred)
- Dante Spinotti – Berlińska miłość (tytuł oryg. Interno berlinese)

### Najlepsza muzyka
- Riz Ortolani – Festa di laurea
- Nicola Piovani – Ginger i Fred
- Armando Trovajoli – Makaroniarze (tytuł oryg. Maccheroni)

### Najlepsza scenografia
- Enrico Job – Camorra (tytuł oryg. Un complicato intrigo di donne vicoli i delitti)
- Dante Ferretti – Ginger i Fred (tytuł oryg. Ginger i Fred)
- Luciano Ricceri – Makaroniarze (tytuł oryg. Maccheroni)

### Najlepsze kostiumy
- Danilo Donati – Ginger i Fred (tytuł oryg. Ginger i Fred)

### Najlepszy montaż
- Ruggero Mastroianni – Miejmy nadzieję, że to będzie córka (tytuł oryg. Speriamo che sia femmina)

### Najlepszy film zagraniczny
- Pożegnanie z Afryką (tytuł oryg. Out of Africa, reż. Sydney Pollack)

### Nagroda David Luchino Visconti
- Ingmar Bergman
- Suso Cecchi D’Amico
- Giuseppe Rotunno

### Nagroda Premio Alitalia
- Nanni Moretti

### Nagroda David René Clair
- Federico Fellini

### Nagroda Medaglia d’oro del Comune di Roma
- Federico Fellini
- Gina Lollobrigida
- Marcello Mastroianni
- Mariangela Melato
- Nanni Moretti
- Francesco Nuti
- Ettore Scola

### Nagroda specjalna
- Francesco Cossiga
- Giulietta Masina
- Nicola Signorello